# Белые флаги (группировка)
Белые флаги (курд. ئاڵا سپییەکان) — курдская исламистская группировка, которая является ответвлением Ансар аль-Ислам. Они базируются на спорных территориях северной части Ирака, противостоящих иракскому правительству. Их появление было впервые отмечено во время битвы за Киркук в октябре 2017 года.

## Идеология
Иракские гражданские и военные чиновники, а также региональные эксперты утверждают, что «Белые флаги» являются курдской националистической или сепаратистской фракцией, которая была основана в ответ на захват Ираком Киркука, а её члены называли себя «курдским сопротивлением». Должностные лица обороны и военных США также заявили, что это «по-по-прежнему союз курдских террористов и бывших боевиков ИГИЛ» или союз курдских остатков ИГИЛ и Ансар аль-Ислам. Иракская разведка и Билл Роджио заявили, что эта группа может быть попыткой ребрендинга фракции Ансар аль-Ислам или даже курдским движением противостоящим иракскому правительству. Иракское правительство заявило, что Белые флаги являются ответвлением организации Ансар аль-Ислам.
Все эти утверждения были подтверждены тем фактом, что лидер и основатель Белых флагов Асси аль-Кавали был убежденным сторонником ДПК и исламистом. Он также имел тесные связи с муллой Крекаром и различными членами ИГИЛ. На варианте флага Белых флагов написано «движение Ансар аль-Ислам».

## Организация и тактика
Белые флаги считаются террористической организацией иракскими чиновниками. В конце 2017 года иракско-туркменский депутат обвинил курдских лидеров в поддержке группы. Это было опровергнуто региональным правительством Курдистана. Лидер группы Хива Чор был бывшим членом Аль-Каиды в Ираке, но не согласился с амбициозными планами ИГИЛ по созданию халифата, поэтому оставил организацию вместе с туркменским боевиком из мухафазы Дияла. Группа использует различные партизанские тактики, такие как засады, и использует СВУ. Она также использует минометы и ракеты. Группа действует в Туз-Хурмату и вокруг него и часто совершает нападения на нефтяные месторождения и маршруты в этом районе.